# نایئه، هوکایدو
نایئه، هوکایدو (به لاتین: Naie, Hokkaido) یک منطقهٔ مسکونی در ژاپن است که در Sorachi Subprefecture واقع شده‌است. نایئه  ۶٬۷۴۸ نفر جمعیت دارد.